# Jinbei (japanische Kleidung)

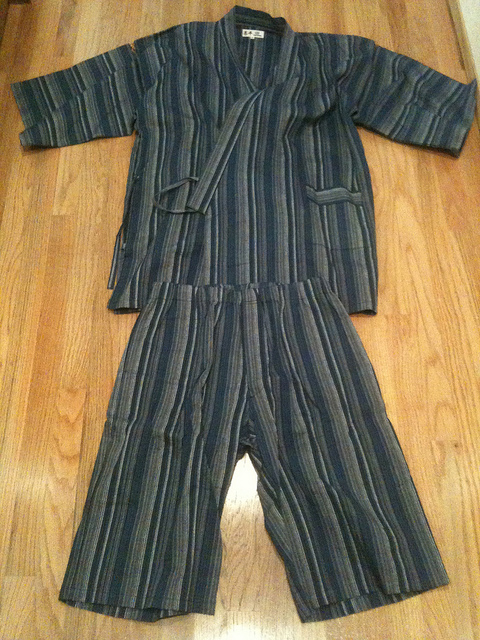
Jinbei bestehend aus Hemd und Hose

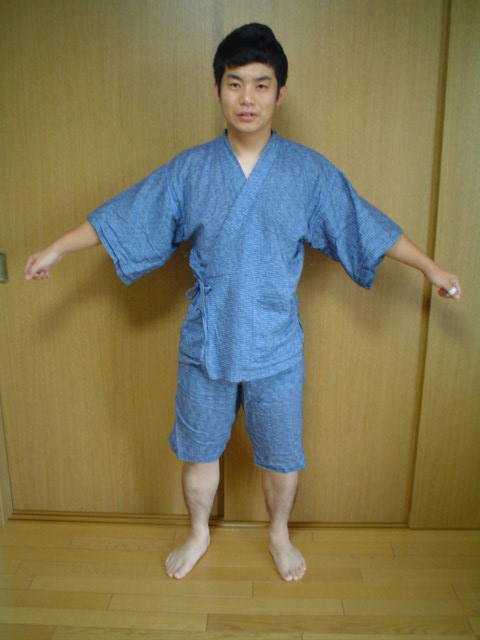
Jinbei mit den typischen kurzen Ärmeln und Hosenbeinen

Jinbei ist eine traditionelle japanische Kleidung aus Hanf oder Baumwolle, die ursprünglich nur zu Hause oder zum Schlafen getragen wurde. Sie wird aber auch zunehmend im Sommer auf traditionellen Festumzügen getragen, als Ersatz für einen einteiligen Yukata. Jinbei bestehen aus einer kurzen Hose und einer Jacke mit kurzen Ärmeln, die an der Körperseite mit zwei Knoten festgebunden wird. Ein ähnliches Kleidungsstück ist der Samue, der jedoch aus einer langen Hose und einer langärmligen Jacke besteht.
Während die Kleidung traditionell nur von Männern und Kindern getragen wurde, gibt es in letzten Jahren immer mehr Jinbei für Frauen in meist bunteren Farben.

## Trivia

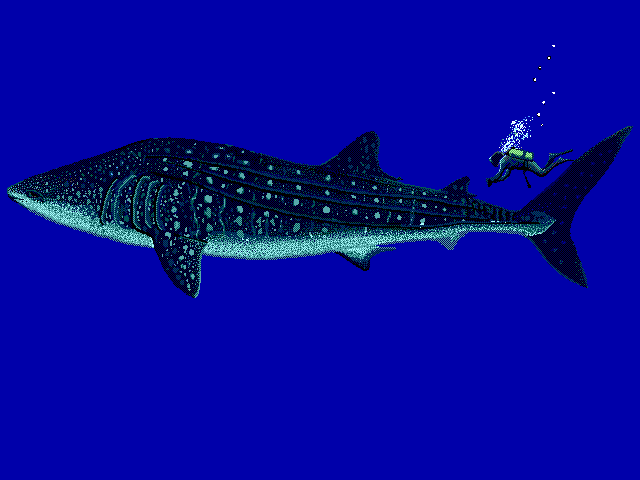
Walhai

Der Walhai wird aufgrund seiner Hautmaserung, die an die Farbschattierung traditioneller Jinbei erinnert, auch Jinbei-Hai genannt.